# Nash Motors

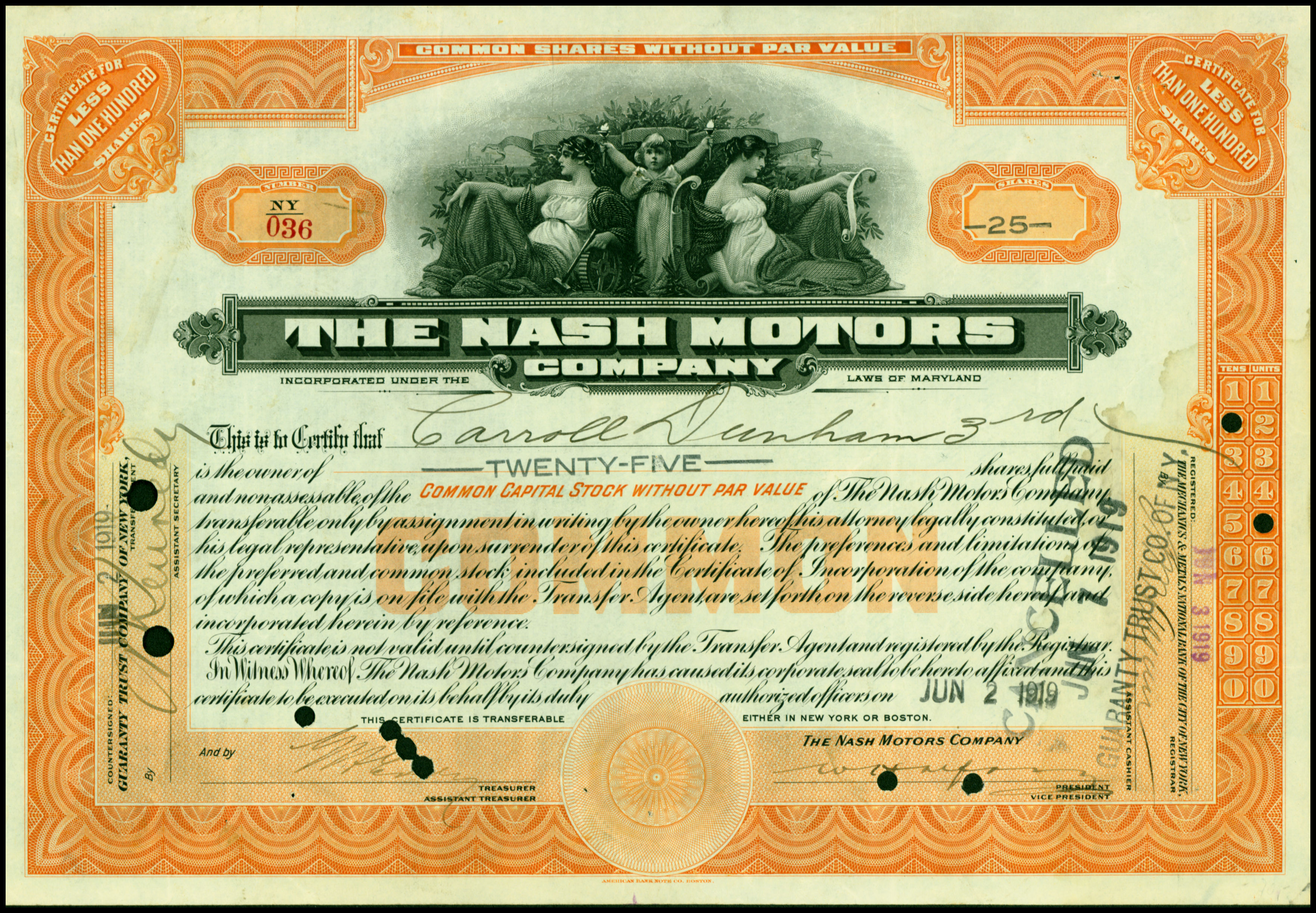
Aktie der Nash Motors Company vom 2. Juni 1919

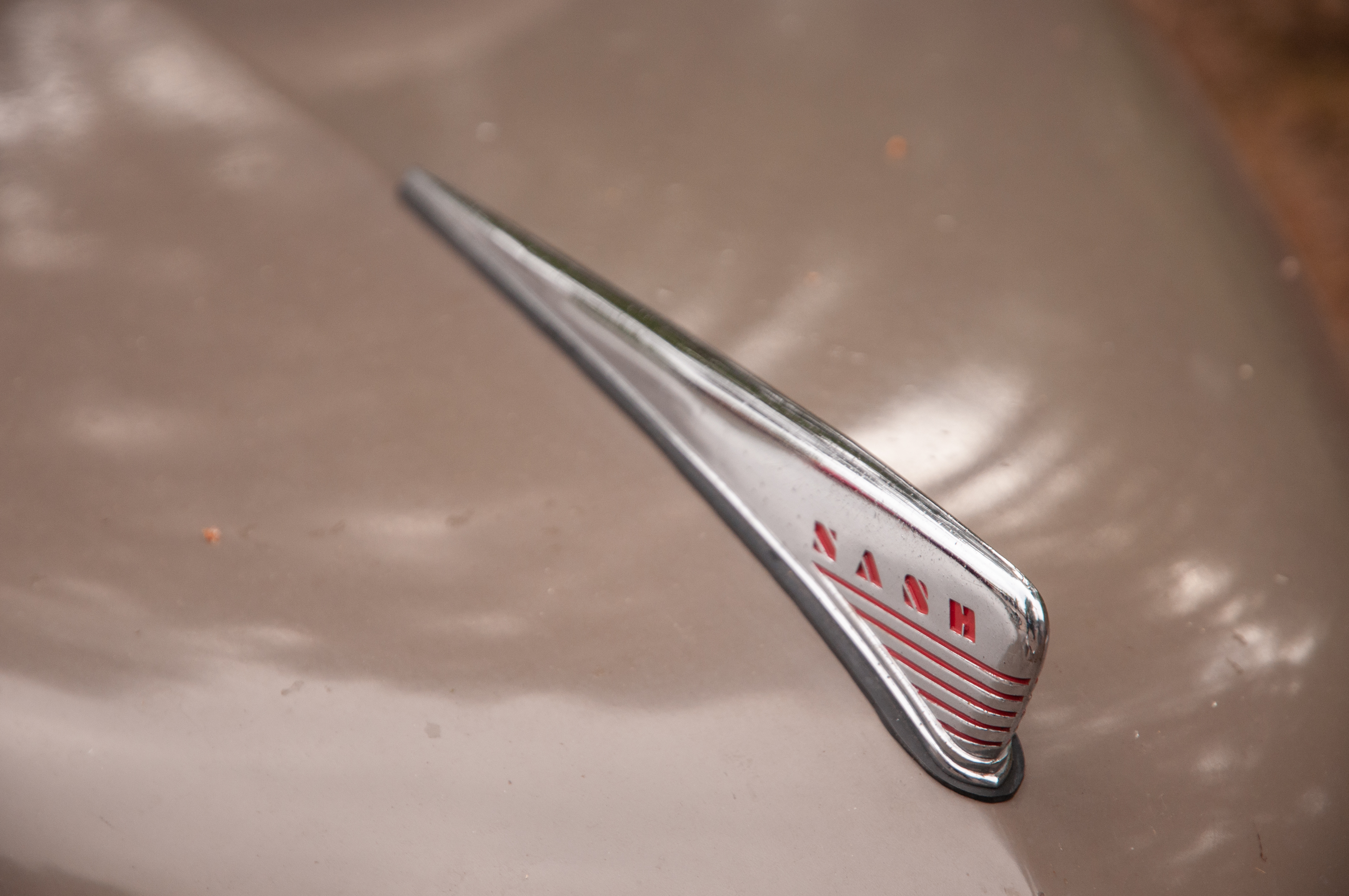

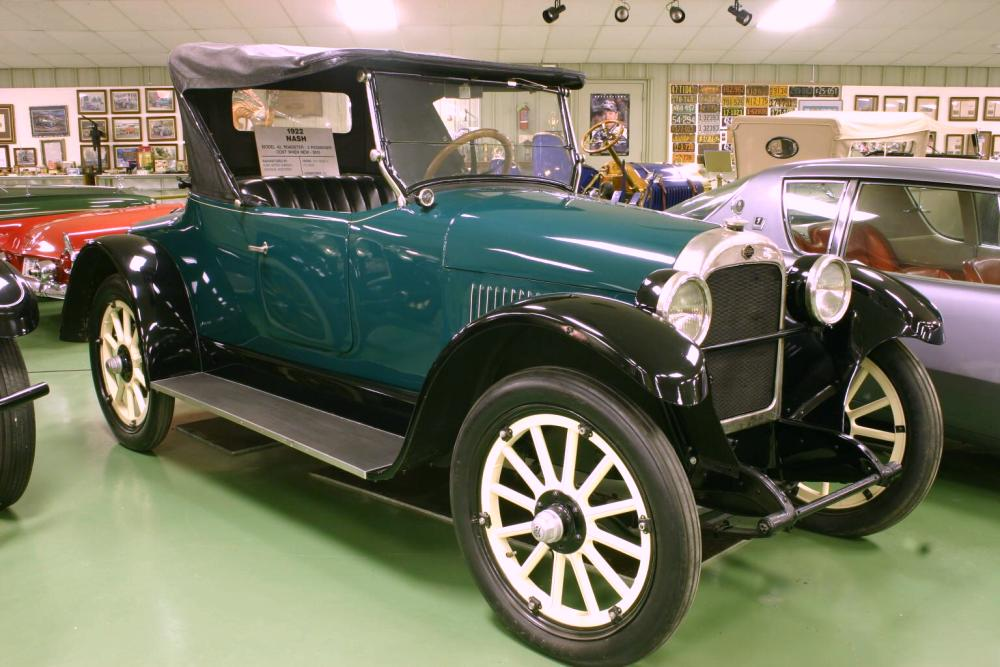
Nash Roadster Model 42 von 1922

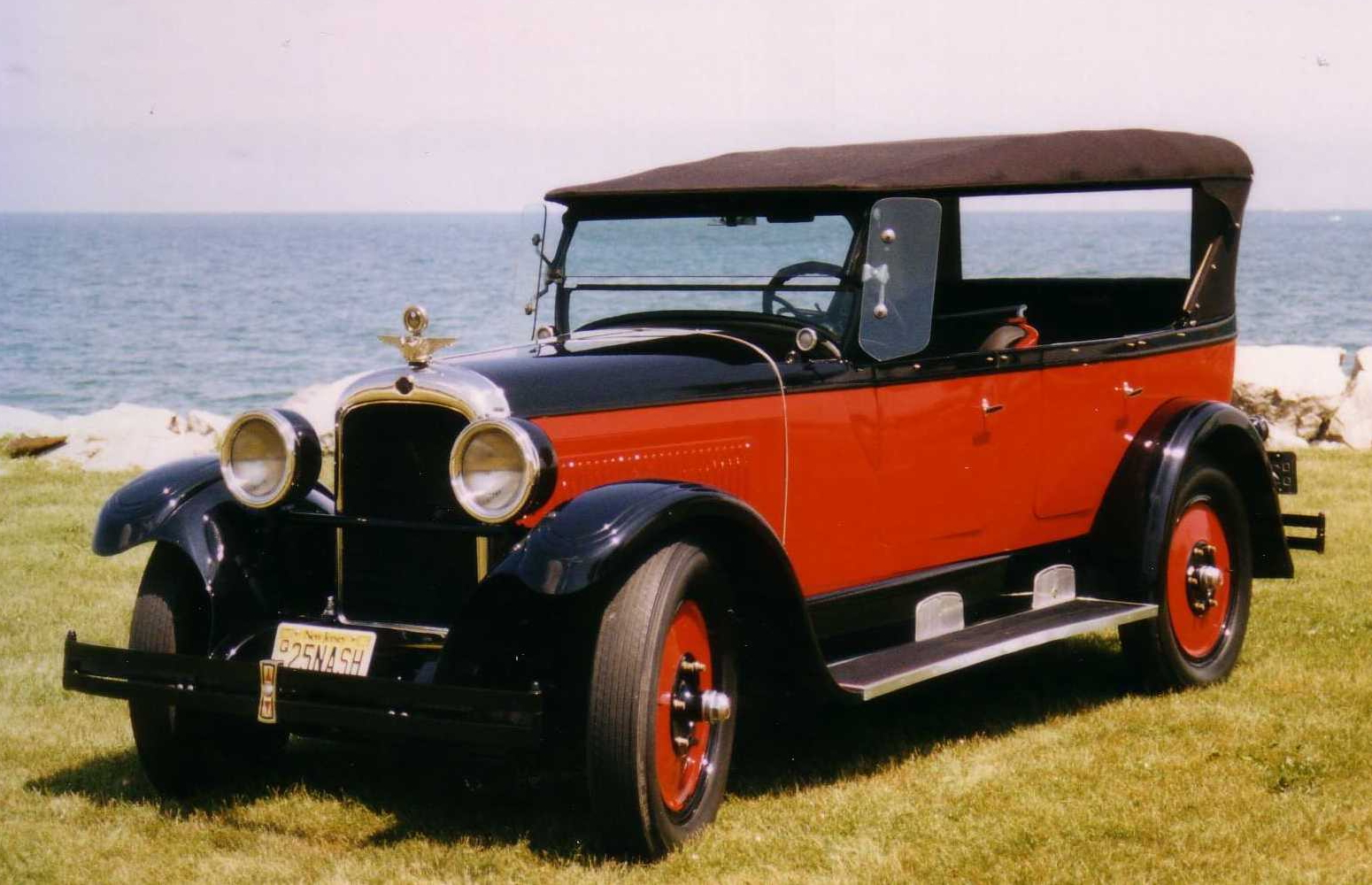
Nash von 1925

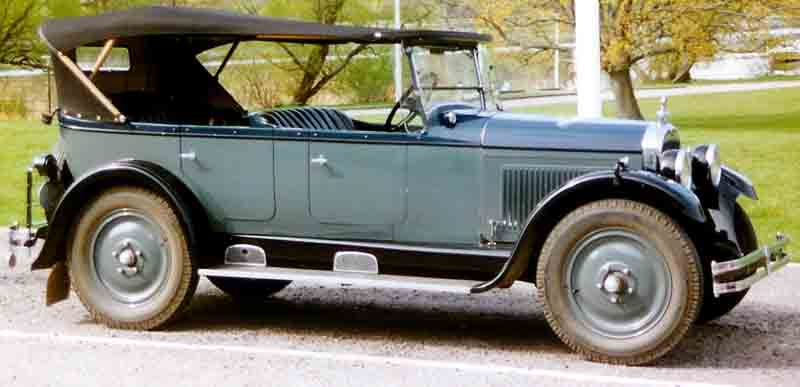
Nash Six Touring von 1927

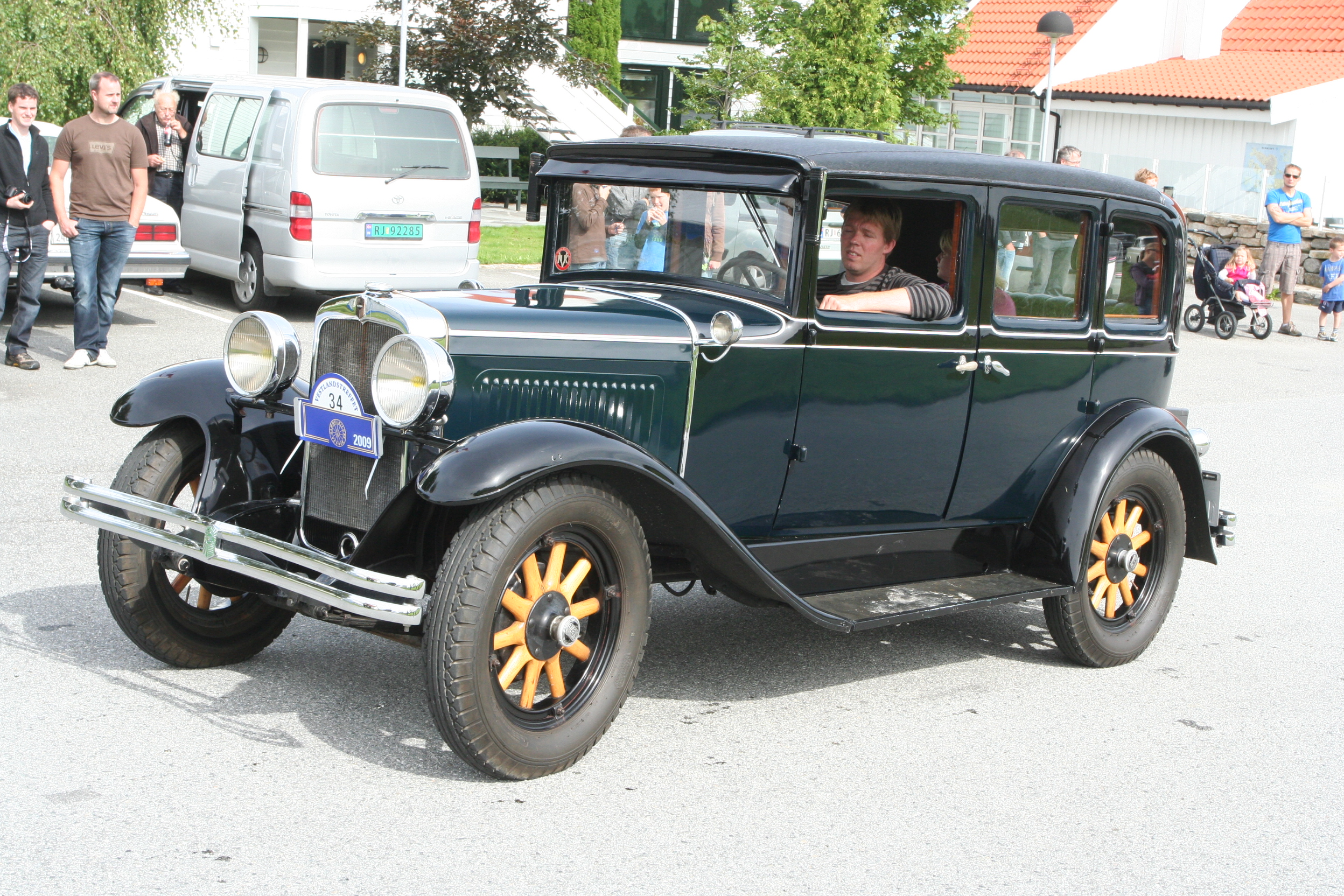
Nash 400 von 1929

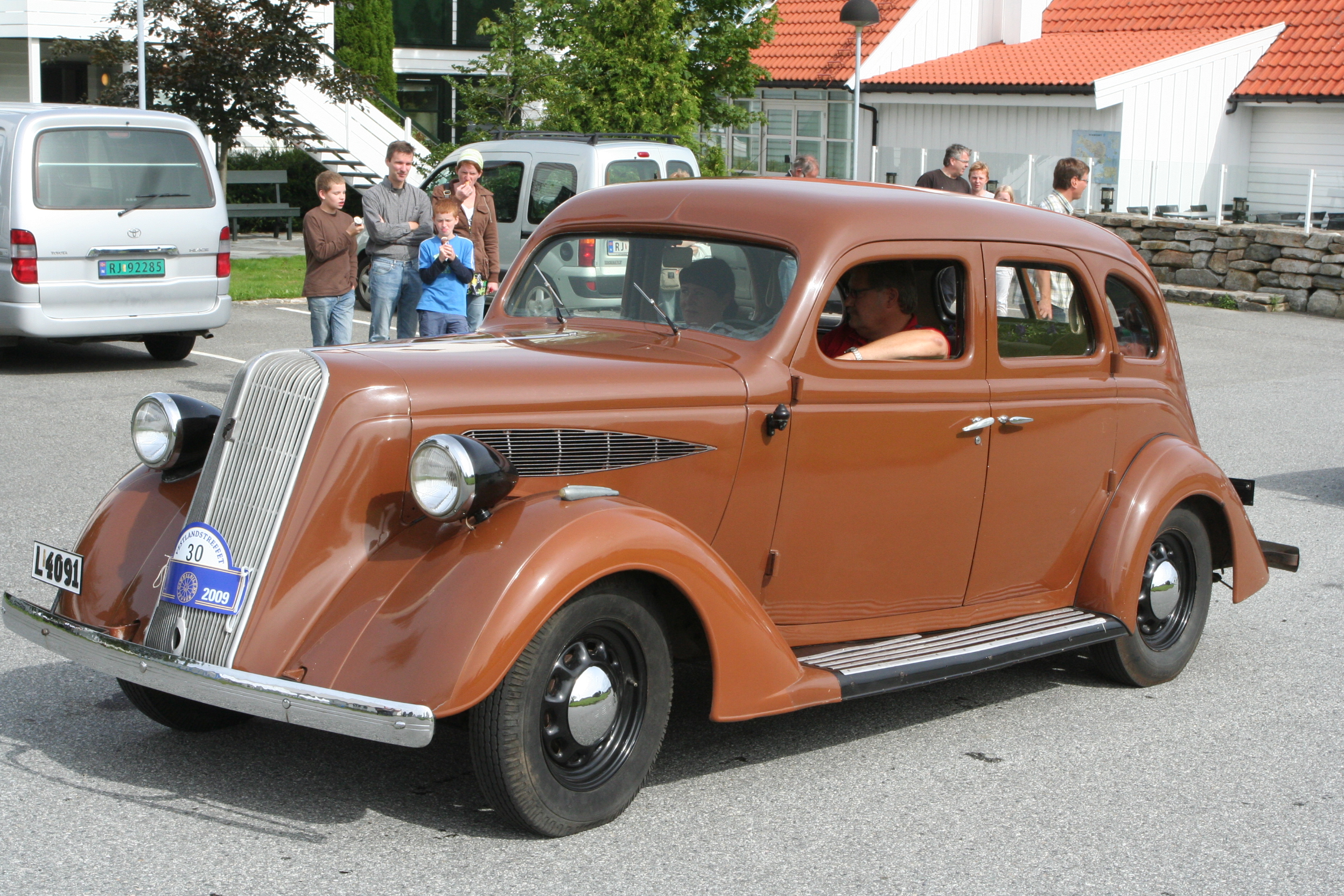
Nash 400 de Luxe von 1936

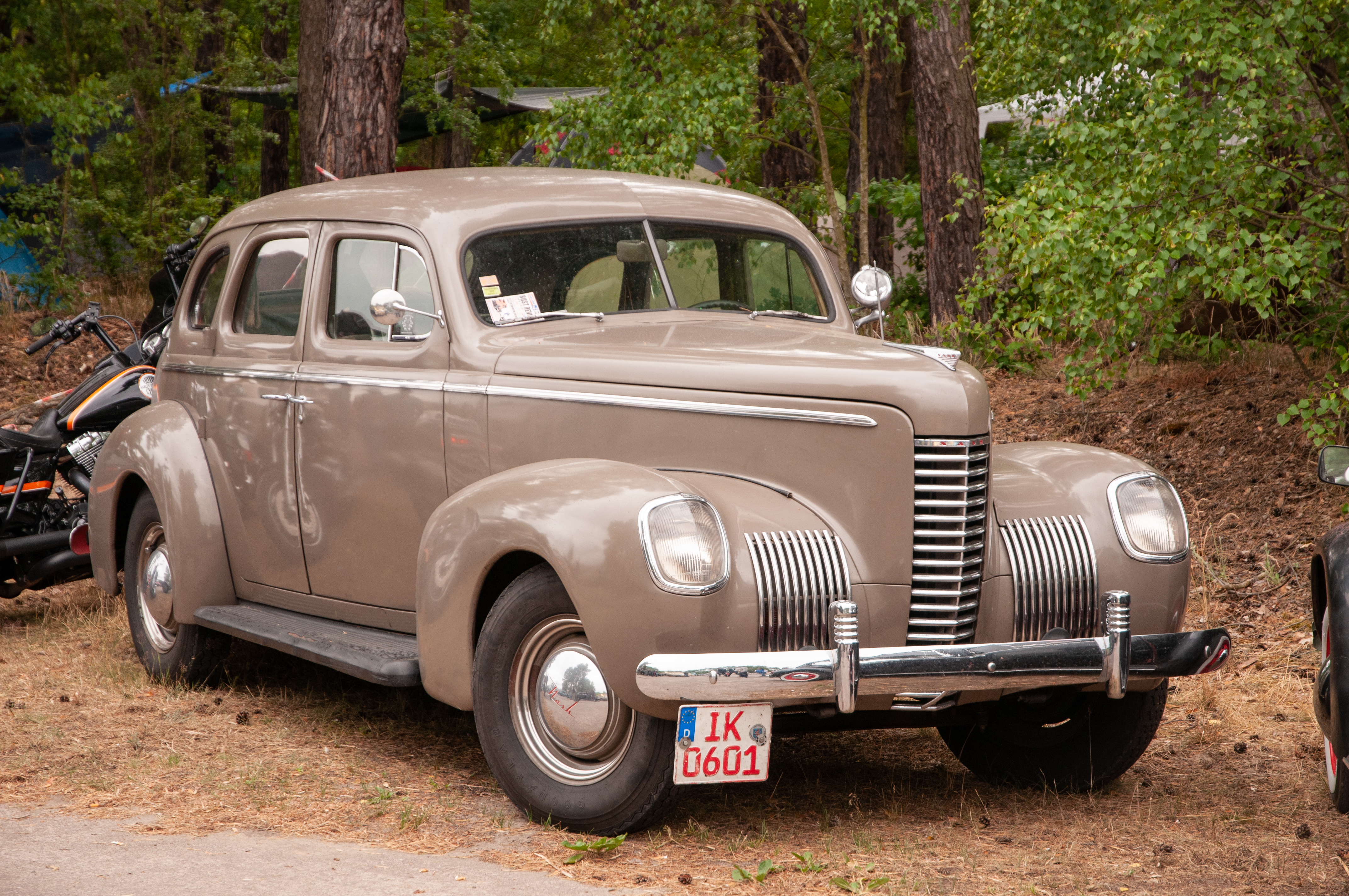
Nash Lafayette (1939)

Nash Motors war ein US-amerikanischer Automobilhersteller in Kenosha, Wisconsin, der von 1916 bis 1938 existierte. Von 1938 bis 1954 war Nash die Automobilabteilung der Nash-Kelvinator Corporation. Die Herstellung der Nash-Automobile wurde von 1954 bis 1957 nach der Gründung der American Motors Corporation weitergeführt.

## Geschichte
Nash Motors wurde 1916 von einem ehemaligen leitenden Angestellten von General Motors, Charles W. Nash, gegründet, der die Thomas B. Jeffery Company kaufte. Jefferys bekanntestes Automobil war der Rambler. Nash verkaufte jahrzehntelang erfolgreich Mittelklassewagen an Käufer der Mittelschicht.
Ein Großteil des frühen Erfolges der Firma war der Treue von Charles Nash zu seinem Chefingenieur, Nils Erik Wahlberg geschuldet. Wahlberg war ein früher Anhänger von Windkanalversuchen für Fahrzeuge und gilt auch als einer der Konstrukteure des Pkw-Lüftungssystems, bei dem Außenluft vorne angesaugt und beheizt wird und durch die hinteren Öffnungen wieder austritt. Dieser Prozess half auch, die Luftfeuchtigkeit zu vermindern und den kleinen Druckunterschied zwischen dem Inneren eines fahrenden Kraftfahrzeuges und der Umgebung auszugleichen.
Der Slogan von Nash in den 1920er- und 1930er-Jahren war „Give the customer more than he has paid for“ (Gib dem Kunden mehr als das, für das er bezahlt hat), und seine Autos entsprachen diesem Wahlspruch. Die Neuerungen umfassten einen obengesteuerten Reihen-Achtzylinder-Motor, Doppelzündung und neun Kurbelwellenlager. Der Ambassador Eight von 1932 hatte ein vollsynchronisiertes Getriebe und Freilauf, automatische Zentralschmierung und die Radaufhängungen waren von innen verstellbar.

### Der Ajax
Für das Modelljahr 1925 führte Nash die Einstiegsmarke Ajax ein. Der Wagen von hervorragender Qualität für seinen Preis wurde in der neu zugekauften Fabrik der Mitchell Motor Car Company in Racine, Wisconsin, gebaut. Mitchell war der Hersteller der gleichnamigen Automobile von 1903 bis 1923. Der Verkauf der Ajax-Automobile allerdings blieb – obwohl ganz respektabel – hinter den Erwartungen zurück. So dachte man sich, dieses Auto würde sich besser verkaufen, wenn es den Namen Nash trüge. Im Juni 1926 wurde aus dem Ajax der Nash Light Six und die Verkaufszahlen stiegen – wie erwartet – an. Obwohl unüblich, bot Nash allen Käufern des Ajax ein Paket zur Umrüstung der Wagen auf den Nash Light Six an. Dieser kostenlose Umbausatz enthielt neue Achskappen, ein Kühleremblem und alle anderen Teile, die notwendig waren, um aus einem Ajax einen Nash Light Six zu machen. So wollte man die Käufer vor dem unvermeidlichen Wertverlust bei Einstellung der Marke Ajax schützen. Darin zeigte sich der hohe Wert, den Nash Motors der Kundenzufriedenheit beimaß. Die meisten Ajax-Besitzer machten von diesem großzügigen Angebot Gebrauch, und so sind nicht umgebaute Ajax-Modelle heute sehr rar.

### Der Zukauf von LaFayette
Die LaFayette Motors Corporation stellte einen großen, leistungsfähigen und teuren Luxuswagen her. Die Firma begann die Produktion 1920 in Indianapolis, Indiana, und zog später nach Milwaukee, Wisconsin, um. Der Hauptanteilseigner von LaFayette Motors war die Nash Motors Company. Andere große Aktienpakete wurden von Charles Nash und seinen Freunden und Geschäftspartnern gehalten. Die qualitativ hochwertigen, teuren LaFayette-Wagen verkauften sich nicht gut.
1924 übernahm Nash Motors die Firma und nutzte die Fabrik in Milwaukee für die Herstellung der Ajax-Automobile. Der Name LaFayette wurde 1934 als Einstiegsmarke von Nash wieder eingeführt. Mit der Auflage der 1937er-Modelle verschwand LaFayette als eigenständige Marke wieder. Von 1937 bis 1940 war der Nash LaFayette das billigste Nash-Modell. Er wurde 1941 durch den neuen Nash 600 mit Monocoque-Karosserie ersetzt.

### Die Ära von George Mason und Nash-Kelvinator
Als sich Charles Nash aus seinem Geschäft zurückzog, berief er George W. Mason zu seinem Nachfolger. Mason war Chef von Kelvinator, dem damals in den USA führenden Hersteller von Luxuskühlschränken und Küchenausstattung und nahm das Angebot an, stellte aber eine Bedingung: Nash sollte eine Mehrheitsbeteiligung an Kelvinator erwerben. Die ab 4. Januar 1937 vereinigten Werke trugen den Namen Nash-Kelvinator Corporation. Der Markenname Nash bezeichnete nun die Automobilabteilung von Nash-Kelvinator. Dies war die bis dahin größte Fusion von Betrieben aus unterschiedlichen Industriebereichen in den USA.
1938 bot Nash auf Wunsch eine Klima- und Luftheizanlage für seine Wagen an, ein Ergebnis der Zusammenarbeit beider Firmenteile. Dies war die erste Warmwasserheizung für PKWs, die Frischluft von außen einzog, und kann somit als Basis aller heutigen PKW-Heizungen gelten. Ebenfalls 1938 bot Nash zusammen mit den Autoherstellern Studebaker und Graham ein mit Unterdruck betriebenes Getriebe an, ein früher Versuch, den Schalthebel aus dem vorderen Fußraum zu verbannen. Autos mit dem Automatic Vacuum Shift (von der Evans Product Company) hatten einen kleinen Vorwahlhebel am Armaturenbrett, gleich unterhalb der Bedieneinheit für das Radio, eingebaut.
1936 führte Nash die „Bed-In-A-Car“-Ausstattung ein, mit der man das Innere des Autos in ein Schlafzimmer verwandeln konnte. Die Rückenlehne des Rücksitzes war umlegbar und seine Sitzfläche konnte in der Höhe verändert werden. So entstand auch eine Öffnung zwischen Passagier- und Kofferraum. Zwei Erwachsene konnten in dem Auto schlafen, wobei die Beine im Kofferraum lagen und Schultern und Köpfe auf der Sitzfläche der Rückbank. 1949 wurde diese Einrichtung mit der Einführung von Liegesitzen komplettiert, sodass sich eine durchgehende Bettfläche im Innenraum ergab. 1950 konnten die Rückenlehnen der Vordersitze in verschiedenen Positionen arretiert werden. Nash nannte diese Sitze bald „Airliner Reclining Seats“ (Flugzeugliegesitze).
1939 führte Nash ein Thermostat für die Klima- und Luftheizanlage ein, so war der berühmte „Nash Weather Eye Heater“ geboren. Die Stromlinienwagen der Jahre 1939 und 1940 wurden von George Walker and Associates und dem freischaffenden Designer Don Mortrude gezeichnet. Es gab sie in drei Ausführungen: LaFayette, Ambassador Six und Ambassador Eight.
Der 1941 eingeführte Nash 600 war die erste in Serie gefertigte Monocoque-Karosserie-Konstruktion in den USA. Sein im Vergleich mit Fahrzeugen mit verschraubtem Rahmen geringeres Gewicht, sein geringerer Luftwiderstand und das Overdrive-Getriebe sorgten für einen für diese Zeit niedrigen Benzinverbrauch. Die Bezeichnung „600“ soll daher rühren, dass der Wagen 600 Meilen (961 km) mit einem 20-Gallonen-Tank (= ca. 90,6 ltr.) zurücklegen konnte. Zwischen 1942 und 1948 wurden Front, Chromzierrat und Polsterung mehrfach überarbeitet.

### Die Einführung des Nash Airflyte
Der stromlinienförmige Nash Airflyte des Jahres 1949 war das erste Auto der Firma, das nach dem Zweiten Weltkrieg mit grundlegend neuem Design eingeführt wurde. Seine aerodynamische Karosserie wurde im Windkanal entwickelt. Nils Wahlbergs Theorien zur Senkung des Luftwiderstandsbeiwertes eines PKW bedingten eine runde Karosserieform und integrierte vordere Kotflügel. Breit und niedrig, wie es war, bot dieses Modell mehr Innenraum als sein Vorgänger von 1948. Wegen der integrierten vorderen Kotflügel hatten die Nash-Automobile einen größeren Wendekreis als die meisten anderen Wagen.
Der Präsident von Nash-Kelvinator, George Mason, dachte, dass Nash größere Marktchancen mit kleineren Automobilen hätte. So führte er die Firma zur Entwicklung des ersten Kompaktwagens der Nachkriegsära, dem Rambler des Jahres 1950, der als gut ausgestattetes Cabriolet der Luxusklasse angeboten wurde. Mason arrangierte ebenfalls die Einführung des von Austin gebauten Metropolitan aus Großbritannien, der ab 1954 lieferbar war.
Die großen Nash Airflytes wurden 1952 komplett überarbeitet und als Golden Airflytes eingedenk des 50. Geburtstags der Firma als Automobilhersteller vermarktet (Hierbei rechnete man die Jahre der Thomas B. Jeffery Company dazu). „Great Cars Since 1902“ war ein Werbespruch der Firma. Die neuen Golden Airflytes hatten ein moderneres, eckigeres Aussehen als die Modelle der Jahre 1949 bis 1951, die man oft mit umgedrehten Badewannen verglich.
Mason arbeitete auch mit dem britischen Automobilenthusiasten Donald Healey zusammen und brachte den Nash-Healey, den ersten amerikanischen Sportwagen seit der Weltwirtschaftskrise, heraus. Ursprünglich sollten beide Firmen das Auto herstellen. Im zweiten Produktionsjahr jedoch wurde die Karosserie vom italienischen Designer Pininfarina überarbeitet, der dann Healey auch mit Karosserien versorgte. Nash schickte die Mechanik für die Wagen nach Großbritannien, wo Donald Healeys Firma sie in Fahrgestelle eigener Fertigung einbaute. Die fertig ausgerüsteten Fahrgestelle wurden dann nach Italien geschickt, wo die Karosserien aufgesetzt wurden. Die fertigen Autos wurden dann wieder in die USA zum Verkauf ausgeliefert. Die dadurch immensen Fertigungskosten und die Konzentration von Nash auf das Modell Rambler führten zur Einstellung der Produktion 1954 nach nur 506 Exemplaren. George Mason beauftragte Pininfarina, den Nachfolger des Nash-Healey, den Nash Palm Beach zu entwerfen, aber das Projekt kam nie über das Prototypenstadium hinaus. Die Startliste von Le Mans von 1953 weist einige Nash-Healeys und einen Nash Palm Beach – von Allard gemeldet – aus. Die Nash-Healeys belegten den ersten und zweiten Platz in ihrer Gruppe (Sports 3000 – die gleiche wie die Austin-Healeys) und alle Fahrzeuge konnten das 24-Stunden-Rennen beenden. Das Interesse in diesem Jahr galt aber den Jaguars (in der Gruppe Sports 5000) und den Cunninghams (in der Gruppe Sports 8000). Der einzige Nash-Healey mit einer größeren 5 ltr. – Maschine, der mit den Jaguars und Ferraris konkurrieren konnte, konnte das Rennen wegen Problemen mit dem Öldruck nicht beenden.

### Gründung der American Motors Corporation
Im Januar 1954 kündigte Nash-Kelvinator die Fusion mit der Hudson Motor Car Co. an, wodurch die American Motors Corporation (AMC) entstand. Um die finanzielle Situation der vereinigten Werke zu verbessern, wurde die gesamte Produktion der 1955er-Modelle von Nash und Hudson in das Nash-Werk Kenosha verlegt. Nash bewarb vorwiegend seine kleineren Rambler-Modelle, während Hudson eher die großen Wagen propagierte.
1955 basierten alle großen Nash- und Hudson-Modelle auf einer gemeinsamen Karosseriestruktur, aber besaßen unterschiedliche Mechanik und eigene, nicht austauschbare Karosserieteile in der Art, die die Großen Drei (GM, Ford und Chrysler) viele Jahre praktizierten, um eine möglichst wirtschaftliche Fertigung zu erreichen.
Der Metropolitan, den es als Nash und als Hudson gab, wurde 1957 eine eigene Marke, ebenso wie Rambler. Rambler überflügelte sogar die Marken Nash und Hudson innerhalb des AMC-Konzerns.
Bald nach der Fusion 1954 starb der Konzernchef George Mason, sein Nachfolger, George Romney, verband die Zukunft des Konzerns fest mit einer erweiterten Rambler-Modellpalette und ließ die Markennamen Nash und Hudson bis Ende 1957 langsam sterben. Am 25. Juni 1957 endete die Produktion der Nash- und Hudson-Modelle. Von 1958 bis 1965 war Rambler die einzige Marke von AMC; nur der Metropolitan blieb noch bis 1962 in den Auslagen der Autohändler. Unter der Leitung von Roy Abernethy wurde auch der Name Rambler langsam aufgegeben, was 1965 begann und mit der Einstellung der Marke 1969 endete.
1970 kaufte die American Motors Corporation Kaiser Jeep, eine Marke, die von Willys-Overland Motors abgeleitet war, und deren Fertigungseinrichtungen in Toledo, Ohio. In den frühen 1980er-Jahren ging AMC eine Partnerschaft mit Renault ein, die sich um den Wiedereintritt in den US-amerikanischen Markt in den 1980er-Jahren bemühten. Schließlich wurde AMC 1987 von Chrysler aufgekauft und wurde deren Jeep-Eagle-Abteilung.

## Zeitleiste der Modelle
| Modelljahr | Modelle                                                                                      |
| ---------- | -------------------------------------------------------------------------------------------- |
| 1918       | 680                                                                                          |
| 1919       | 680                                                                                          |
| 1920       | 680                                                                                          |
| 1921       | 40, 680                                                                                      |
| 1922       | The Nash Four, The Nash Six                                                                  |
| 1923       | The Nash Four, The Nash Six                                                                  |
| 1924       | The Nash Four, The Nash Six                                                                  |
| 1925       | Ajax, Special Six, Advanced Six                                                              |
| 1926       | Nash Light Six, Special Six, Advanced Six                                                    |
| 1927       | Nash Light Six, Special Six, Advanced Six                                                    |
| 1928       | Nash Standard Six, Special Six, Advanced Six                                                 |
| 1929       | Nash Standard Six, Special Six, Advanced Six                                                 |
| 1930       | Single Six, Twin Ignition Six, Twin Ignition Eight                                           |
| 1931       | 660, 870, 880, 890                                                                           |
| 1932       | 960, 970, 980, 990, Big Six, Standard Eight, Special Eight, Advanced Eight, Ambassador Eight |
| 1933       | Big Six, Standard Eight, Special Eight, Advanced Eight, Ambassador Eight                     |
| 1934       | LaFayette, Big Six, Advanced Eight, Ambassador Eight                                         |
| 1935       | LaFayette, Advanced Six, Advanced Eight, Ambassador Eight                                    |
| 1936       | LaFayette, 400, 400 Deluxe, Ambassador Six, Ambassador Super Eight                           |
| 1937       | LaFayette 400, Ambassador Six, Ambassador Eight                                              |
| 1938       | LaFayette, Ambassador Six, Ambassador Eight                                                  |
| 1939       | LaFayette, Ambassador Six, Ambassador Eight                                                  |
| 1940       | LaFayette, Ambassador Six, Ambassador Eight                                                  |
| 1941       | 600, Ambassador Six, Ambassador Eight                                                        |
| 1942       | 600, Ambassador Six, Ambassador Eight                                                        |
| 1943       | keine Fertigung                                                                              |
| 1944       | keine Fertigung                                                                              |
| 1945       | keine Fertigung                                                                              |
| 1946       | 600                                                                                          |
| 1947       | 600                                                                                          |
| 1948       | 600, Ambassador                                                                              |
| 1949       | 600, Ambassador                                                                              |
| 1950       | Rambler, Statesman, Ambassador                                                               |
| 1951       | Rambler, Statesman, Ambassador                                                               |
| 1952       | Rambler, Statesman, Ambassador, Nash-Healey                                                  |
| 1953       | Rambler, Statesman, Ambassador                                                               |
| 1954       | Metropolitan, Rambler, Statesman, Ambassador                                                 |
| 1955       | Metropolitan, Rambler, Statesman, Ambassador, Ambassador V8                                  |
| 1956       | Metropolitan, Rambler, Statesman, Ambassador, Ambassador V8                                  |
| 1957       | Metropolitan, Rambler Six, Rambler V8, Rambler Rebel, Ambassador V8                          |

## Galerie

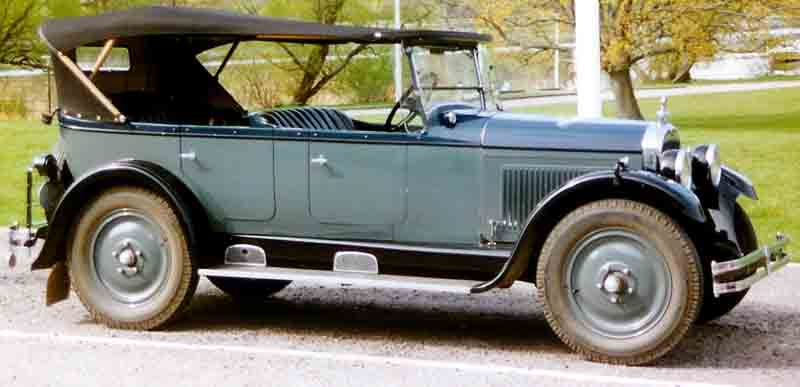
Nash Six Touring (1927)
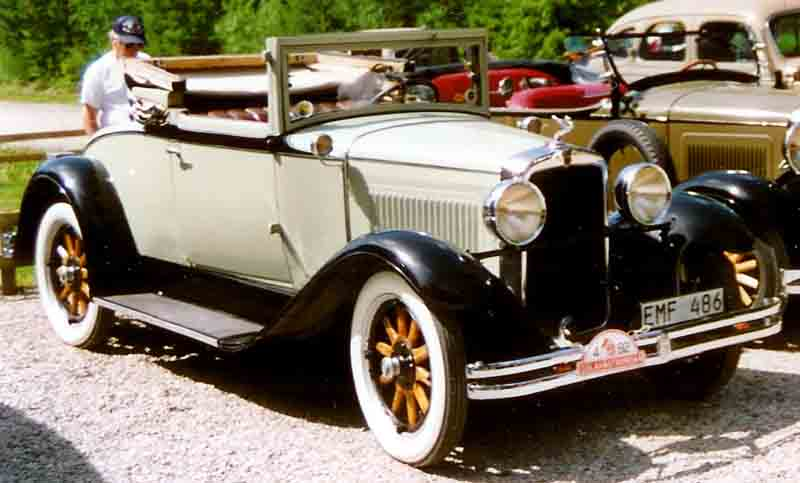
Nash Standard Six Series 422 Cabriolet (1929)
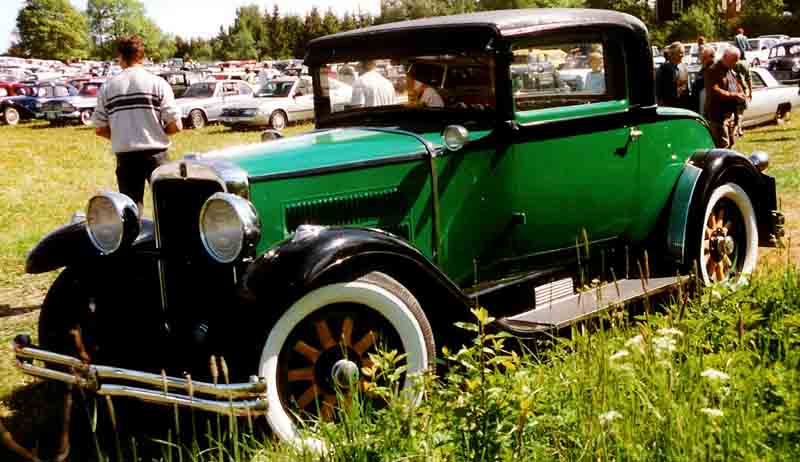
Nash Special Six Series 430 Coupé (1929)
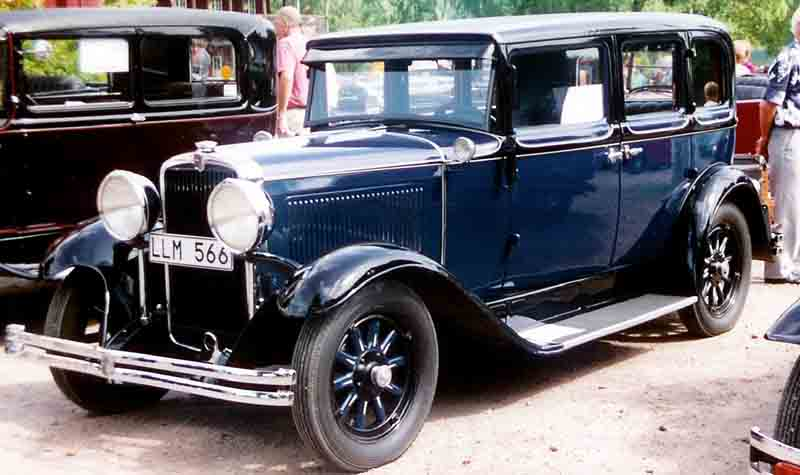
Nash Single Six Series 450, 4-türige Limousine (1930)
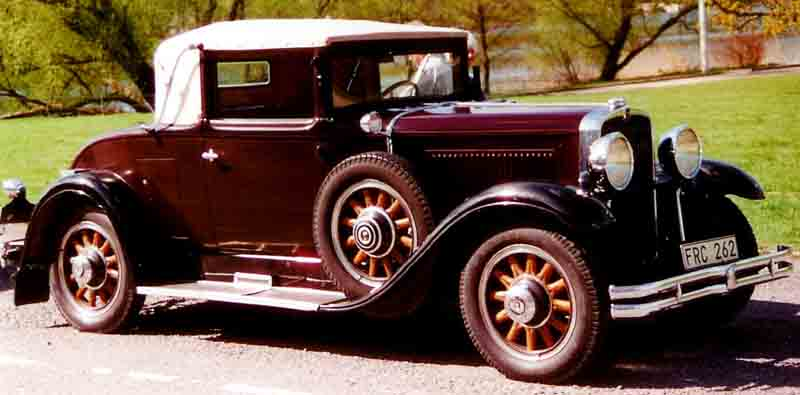
Nash Six Series 481 mit Doppelzündung, Cabriolet (1930)
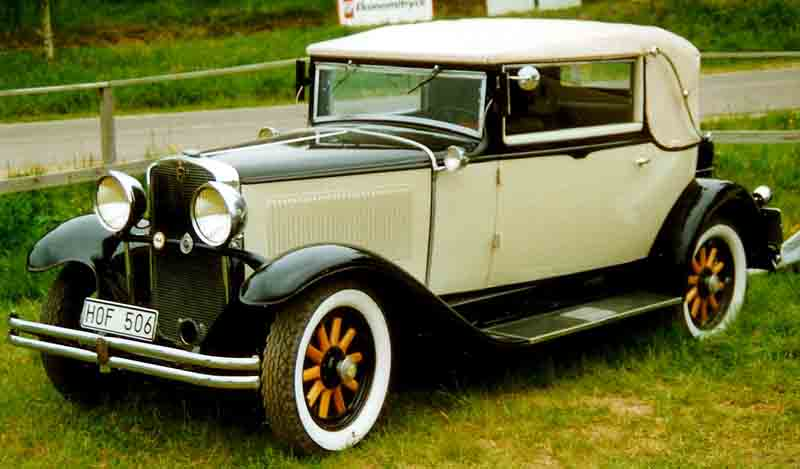
Nash Series 871 Cabriolimousine (1931)
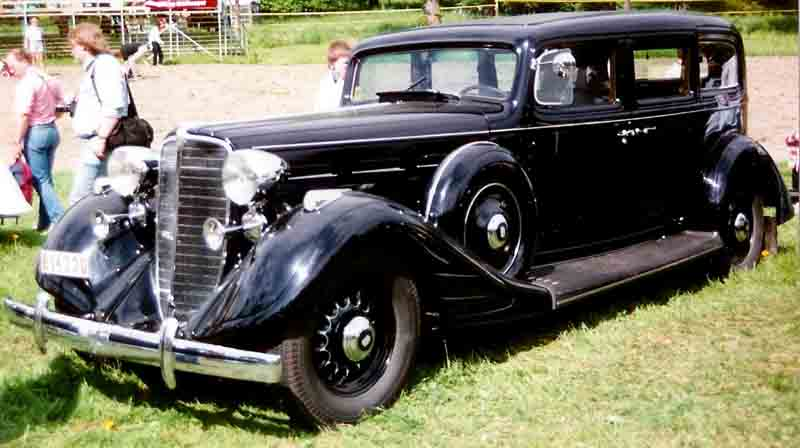
Nash Ambassador Eight, 4-türige Limousine (1934)
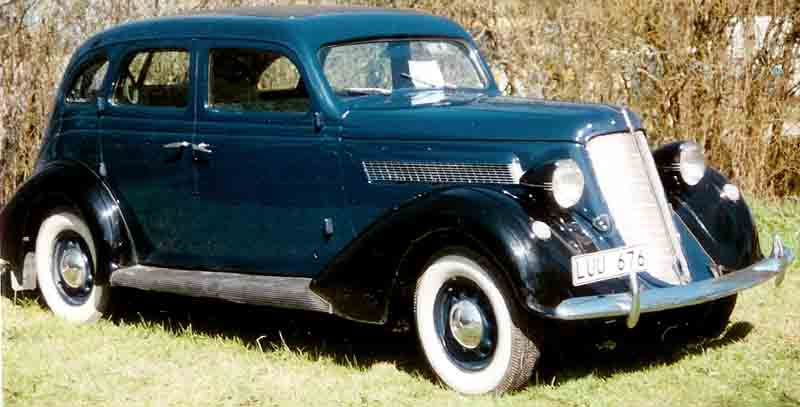
Nash Advanced Six Series 3520 4-türige Limousine (1935)
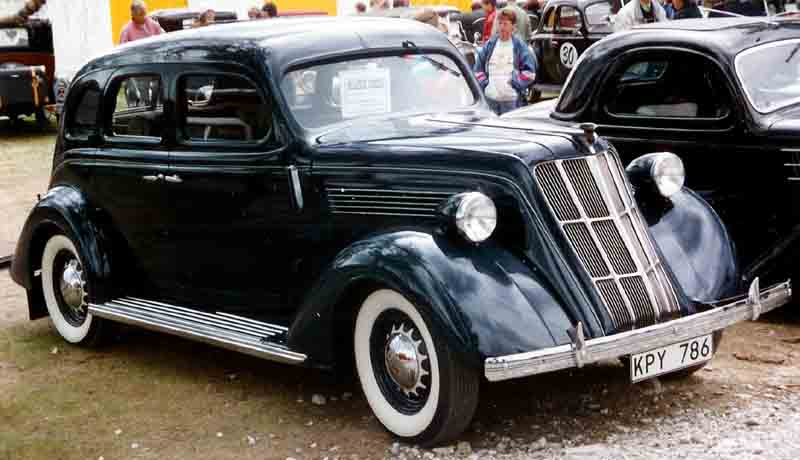
Nash 3540 400 4-türige Limousine (1935)
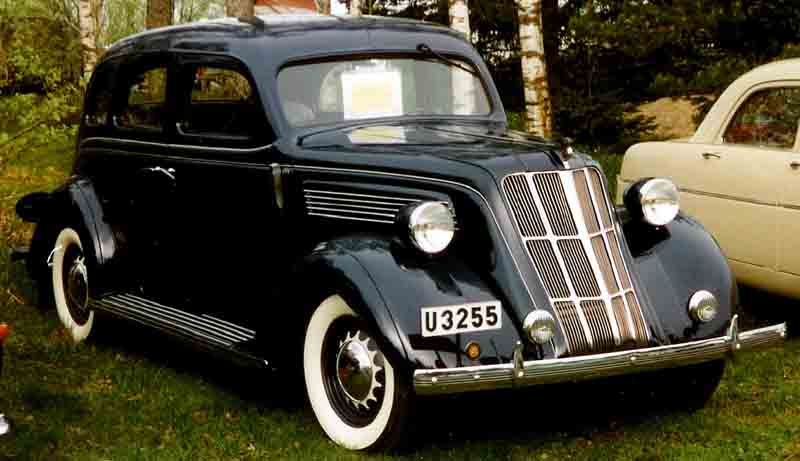
Nash 3540 400 4-türige Limousine (1935)
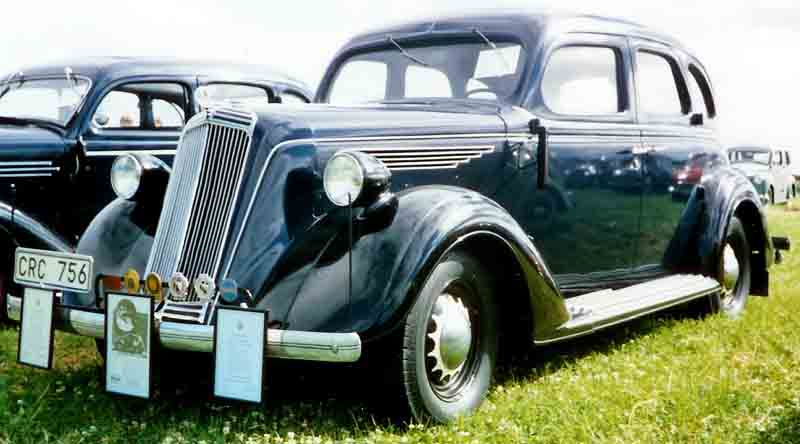
Nash Lafayette Series 3610 4-türige Limousine (1936)
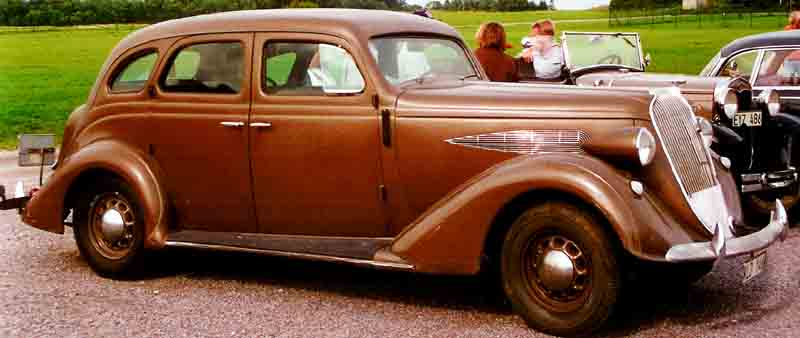
Nash Ambassador Six 3620 4-türige Limousine (1936)
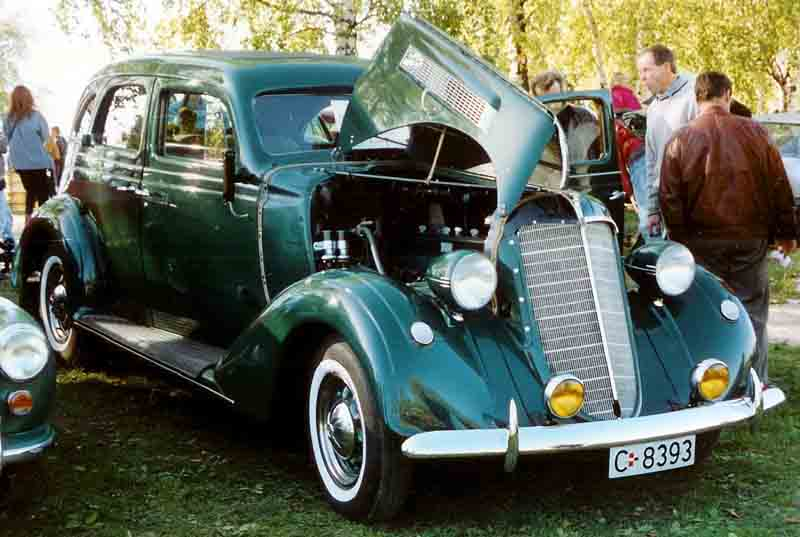
Nash 4-türige Limousine
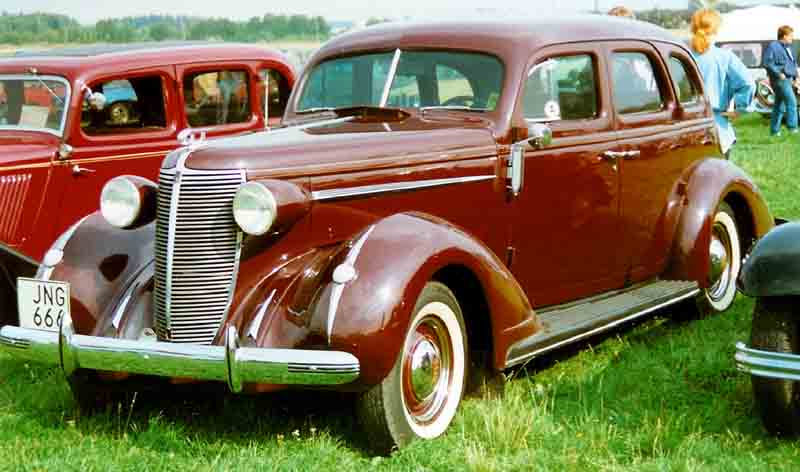
Nash Ambassador Six Series 3728 4-türige Limousine (1937)
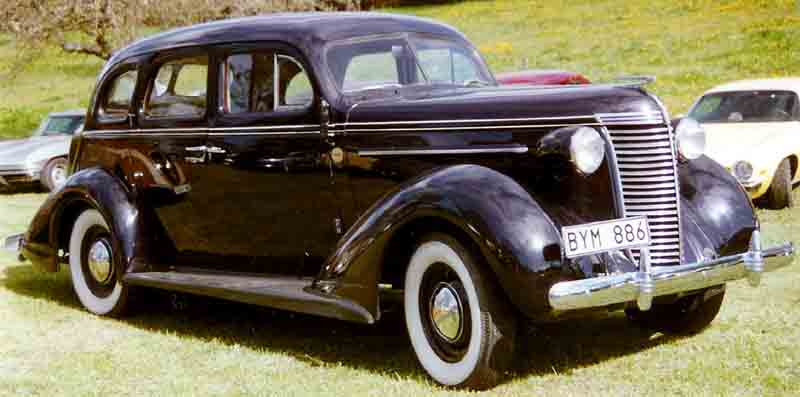
Nash Lafayette Series 3818 4-türige Limousine (1938)
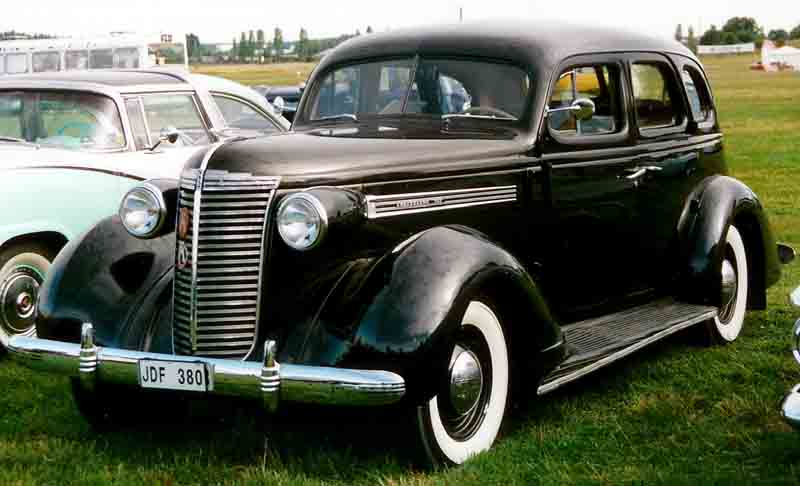
Nash Ambassador Six Series 3828 4-türige Limousine (1938)
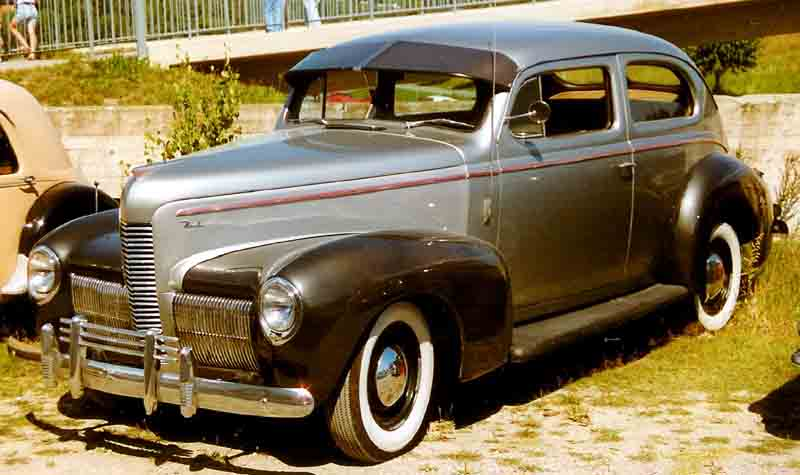
Nash 2-türige Limousine (1940)
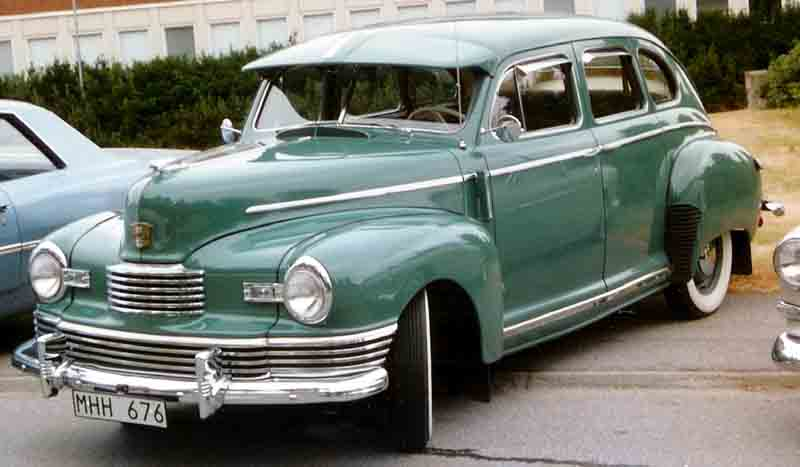
Nash 4-türige Limousine (1946)
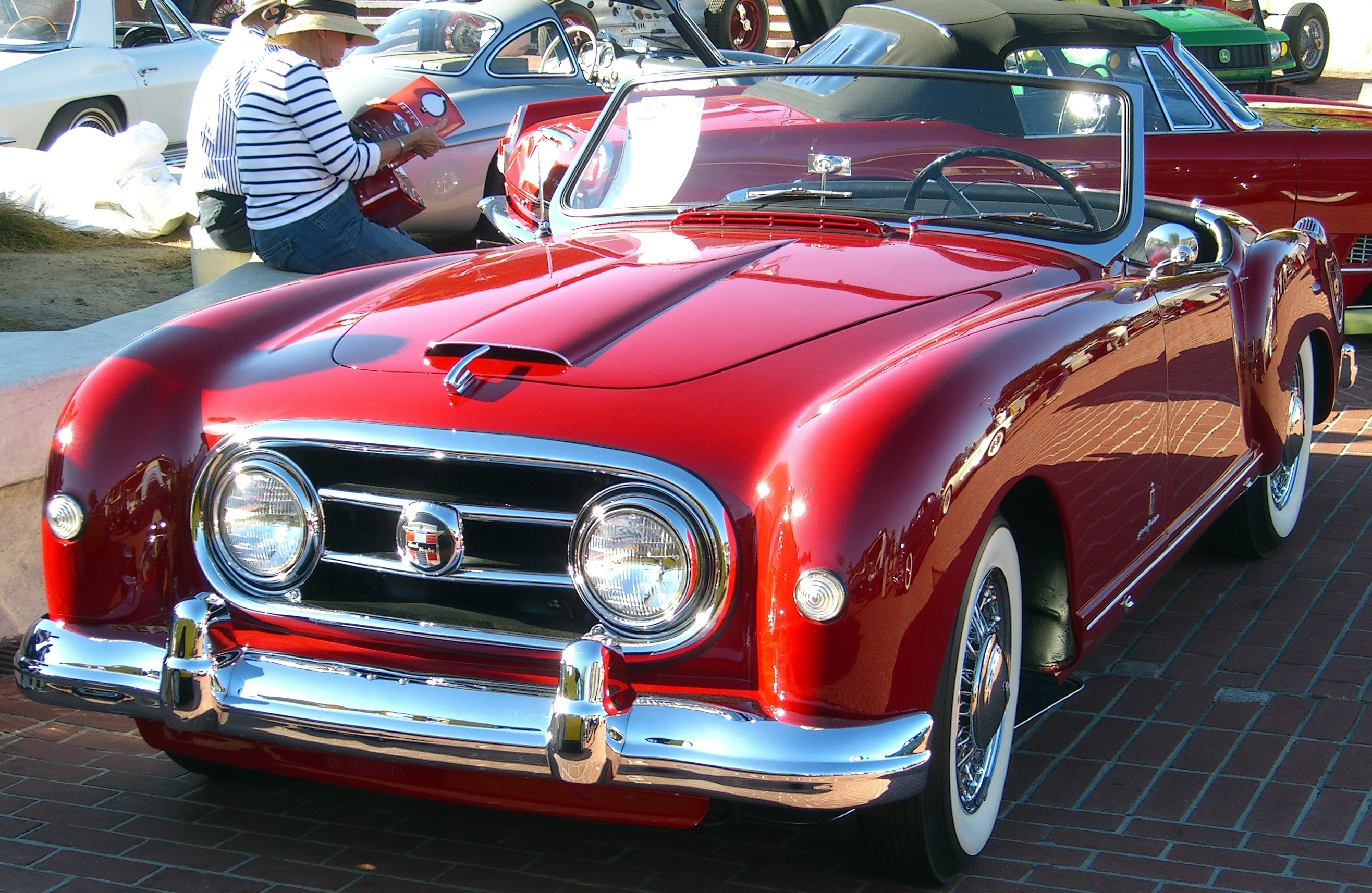
Nash Healy Cabriolet (1952)
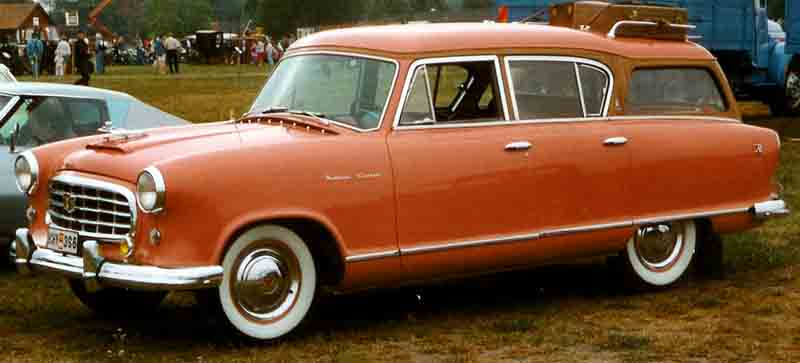
Nash Rambler Cross Country Kombi (1955)